# Rino Della Negra
Rino Della Negra (Vimy, 18 agosto 1923 – Mont Valérien, 21 febbraio 1944) è stato un partigiano francese, nato da genitori italiani emigrati in Francia, attivo nella regione di Parigi.

## Biografia
Era figlio d'immigrati italiani nativi della provincia di Udine emigrati nel nord della Francia nel primo dopoguerra. Il padre, Rizieri, era nato a Faedis, la madre, Anna Nannini, a Segnacco di Tarcento. La famiglia nel 1926 lasciò il Pas de Calais per trasferirsi ad Argenteuil (dipartimento del Val-d'Oise, banlieue nord-ovest di Parigi).
Al lavoro di operaio (dal 1937 fu impiegato alle officine Chausson di Asnières) alternava la pratica calcistica dilettantistica nelle file del Red Star Olympique, la società più antica di Parigi.
Militante comunista, nel febbraio 1943 viene precettato a partire per la Germania nel Service du travail obligatoire (STO), per essere avviato ai lavori forzati nell'industria bellica. Sceglie di entrare in clandestinità e aderisce al gruppo Manouchian, appartenente alle formazioni dei Francs-tireurs et partisans – main-d'œuvre immigrée (FTP-MOI, bande partigiane costituite da stranieri). Prende parte a varie azioni di guerriglia: il 7 giugno 1943 partecipa all'esecuzione del generale von Apt in rue Maspéro, il 10 giugno 1943 all'attacco della sezione parigina del Partito Nazionale Fascista in rue Sédillot, il 23 giugno 1943 all'attacco della caserma Guynemer a Rueil-Malmaison ed il 12 novembre 1943 all'attacco di un portavalori tedesco nel corso del quale viene arrestato.
Processato sommariamente insieme agli altri membri del gruppo Manouchian, ai primi del 1944 è condannato a morte. Viene fucilato nella fortezza di Mont-Valérien il 21 febbraio insieme a ventitré compagni di lotta, quattro dei quali italiani. 
È sepolto al cimitero di Ivry-sur-Seine.

## Omaggi
Nel 2024 è stato realizzato dai registi Daniele Ceccarini e Mario Molinari un docufilm dal titolo Rino Della Negra calciatore partigiano in una doppia edizione italiana e francese.